# Squash-Weltmeisterschaften im Doppel und Mixed 2004/Herrendoppel
Das Herrendoppel der Weltmeisterschaften im Doppel und Mixed 2004 im Squash wurde vom 13. bis 17. Dezember 2004 ausgetragen.
Titelverteidiger aus dem Jahr 1997 waren Chris Walker und Mark Cairns, die nicht erneut antraten. Die Australier Byron Davis und Cameron White trafen im Endspiel auf die Lokalmatadoren Ritwik Bhattacharya und Saurav Ghosal, die sie mit 9:4, 9:3, 8:9 und 9:7 besiegten.
Das ursprünglich gemeldete schottische Doppel John White und Martin Heath zog kurz vor Beginn des Turniers zurück, nachdem sich White eine Knieverletzung bei der eine Woche zuvor stattgefundenen Weltmeisterschaft im Einzel zugezogen hatte.
Das Teilnehmerfeld bestand aus 16 Doppelpaarungen, die in vier Gruppen im Round-Robin-Modus gegeneinander antraten. Die Gruppensieger und Zweitplatzierten kamen ins Viertelfinale und spielten im K.-o.-System die Plätze eins bis acht aus. Die Setzung bei den Positionen drei und vier sowie den Positionen fünf bis acht wurde in Form einer gruppierten Setzung vorgenommen. Diese Setzungen werden daher nachfolgend alphabetisch angegeben.

## Setzliste
| Nr. | Paarung                          | Erreichte Runde |
| --- | -------------------------------- | --------------- |
| 01. | David Palmer Anthony Ricketts    | Halbfinale      |
| 02. | Mohd Azlan Iskandar Ong Beng Hee | Gruppenphase    |
| 03. | Dan Jenson Cameron Pilley        | Viertelfinale   |
| 04. | Mansoor Zaman Shahid Zaman       | Viertelfinale   |

| Nr. | Paarung                           | Erreichte Runde |
| --- | --------------------------------- | --------------- |
| 05. | Ritwik Bhattacharya Saurav Ghosal | Finale          |
| 06. | Jamie Crombie Preston Quick       | Halbfinale      |
| 07. | Byron Davis Cameron White         | Sieg            |
| 08. | Safeer Ullah Khan Farrukh Zaman   | Viertelfinale   |

### Zeichenerklärung
- Q = Qualifikant
- WC = Wildcard
- LL = Lucky Loser
- ALT = Ersatz (alternate)
- PR = Protected Ranking
- r = Aufgabe (retired)
- d = Disqualifikation
- w.o. = walkover

## Ergebnisse

### Vorrunde

#### Gruppe A
| Rang | Setzung | Doppel                            | Sp. | S | N | S.-Diff. | P.-Diff. | Pkt. |
| ---- | ------- | --------------------------------- | --- | - | - | -------- | -------- | ---- |
| 1    | 1       | David Palmer Anthony Ricketts     | 3   | 3 | 0 | 6:0      | 56:31    | 6    |
| 2    | 5/8     | Ritwik Bhattacharya Saurav Ghosal | 3   | 2 | 1 | 3:3      | 41:40    | 4    |
| 3    |         | Paul Atkinson Michael Tootill     | 3   | 1 | 2 | 0:6      | 30:56    | 2    |
| 4    |         | Vivian Rhamanan Mohd Rizal        | 3   | 0 | 3 | —        | —        | 0    |

| Spieler               | Spieler               | Ergebnis       |
| --------------------- | --------------------- | -------------- |
| Palmer / Ricketts     | Atkinson / Tootill    | 9:5, 11:8, 9:4 |
| Bhattacharya / Ghosal | Rhamanan / Rizal      | kampflos       |
| Palmer / Ricketts     | Rhamanan / Rizal      | kampflos       |
| Bhattacharya / Ghosal | Atkinson / Tootill    | 9:5, 9:3, 9:5  |
| Atkinson / Tootill    | Rhamanan / Rizal      | kampflos       |
| Palmer / Ricketts     | Bhattacharya / Ghosal | 9:6, 9:4, 9:4  |

#### Gruppe B
| Rang | Setzung | Doppel                           | Sp. | S | N | S.-Diff. | P.-Diff. | Pkt. |
| ---- | ------- | -------------------------------- | --- | - | - | -------- | -------- | ---- |
| 1    | 5/8     | Jamie Crombie Preston Quick      | 3   | 3 | 0 | 9:3      | 100:71   | 6    |
| 2    |         | Wong Wai-Hang Roger Ngan         | 3   | 2 | 1 | 8:3      | 96:79    | 4    |
| 3    |         | Naishadh Lalwani Rushabh Vora    | 3   | 1 | 2 | 3:6      | 53:57    | 2    |
| 4    | 2       | Mohd Azlan Iskandar Ong Beng Hee | 3   | 0 | 3 | 2:9      | 53:95    | 0    |

| Spieler         | Spieler             | Ergebnis                 |
| --------------- | ------------------- | ------------------------ |
| Wong / Ngan     | Lalwani / Vora      | 9:4, 9:7, 9:6            |
| Crombie / Quick | Iskandar / Beng Hee | 11:9, 5:9, 9:3, 9:6      |
| Crombie / Quick | Lalwani / Vora      | 9:3, 9:3, 9:3            |
| Wong / Ngan     | Iskandar / Beng Hee | 7:9, 9:5, 9:3, 9:6       |
| Lalwani / Vora  | Iskandar / Beng Hee | 9:3 Aufgabe              |
| Crombie / Quick | Wong / Ngan         | 11:9, 4:9, 9:3, 6:9, 9:5 |

#### Gruppe C
| Rang | Setzung | Doppel                           | Sp. | S | N | S.-Diff. | P.-Diff. | Pkt. |
| ---- | ------- | -------------------------------- | --- | - | - | -------- | -------- | ---- |
| 1    | 5/8     | Byron Davis Cameron White        | 3   | 3 | 0 | 9:1      | 88:41    | 6    |
| 2    | 3/4     | Mansoor Zaman Shahid Zaman       | 3   | 2 | 1 | 7:5      | 79:80    | 4    |
| 3    |         | Vikas Jangra Harinder Pal Sandhu | 3   | 1 | 2 | 5:7      | 78:88    | 2    |
| 4    |         | Raymond Arnold S Maniam          | 3   | 0 | 3 | 1:9      | 52:88    | 0    |

| Spieler             | Spieler             | Ergebnis                |
| ------------------- | ------------------- | ----------------------- |
| Davis / White       | Jangra / Pal Sandhu | 9:3, 9:3, 9:7           |
| Zaman / Zaman       | Arnold / Maniam     | 9:6, 9:7, 9:2           |
| Davis / White       | Arnold / Maniam     | 9:3, 9:5, 9:5           |
| Zaman / Zaman       | Jangra / Pal Sandhu | 9:3, 3:9, 7:9, 9:6, 9:4 |
| Jangra / Pal Sandhu | Arnold / Maniam     | 9:3, 7:9, 9:5, 9:7      |
| Davis / White       | Zaman / Zaman       | 9:3, 7:9, 9:1, 9:2      |

#### Gruppe D
| Rang | Setzung | Doppel                            | Sp. | S | N | S.-Diff. | P.-Diff. | Pkt. |
| ---- | ------- | --------------------------------- | --- | - | - | -------- | -------- | ---- |
| 1    | 3/4     | Dan Jenson Cameron Pilley         | 3   | 3 | 0 | 9:1      | 89:49    | 6    |
| 2    | 5/8     | Safeer Ullah Khan Farrukh Zaman   | 3   | 2 | 1 | 7:5      | 100:91   | 4    |
| 3    |         | Gaurav Nandrajog Niraj Shirgaokar | 3   | 1 | 2 | 3:6      | 56:70    | 2    |
| 4    |         | B Balamurugan Parthiban Ayappan   | 3   | 0 | 3 | 2:9      | 58:93    | 0    |

| Spieler                | Spieler                | Ergebnis                |
| ---------------------- | ---------------------- | ----------------------- |
| Jenson / Pilley        | Balamurugan / Ayappan  | 9:2, 9:4, 9:3           |
| Khan / Zaman           | Nandrajog / Shirgaokar | 9:7, 9:4, 11:10         |
| Jenson / Pilley        | Khan / Zaman           | 11:8, 4:9, 11:8, 9:7    |
| Nandrajog / Shirgaokar | Balamurugan / Ayappan  | 9:7, 9:2, 9:5           |
| Khan / Zaman           | Balamurugan / Ayappan  | 9:7, 7:9, 9:4, 5:9, 9:6 |
| Jenson / Pilley        | Nandrajog / Shirgaokar | 9:2, 9:3, 9:3           |

### Finalrunde
| Viertelfinale | Viertelfinale                     | Viertelfinale | Viertelfinale | Viertelfinale | Viertelfinale | Viertelfinale |  |  | Halbfinale | Halbfinale                        | Halbfinale | Halbfinale | Halbfinale | Halbfinale | Halbfinale |     |                           | Finale                            | Finale | Finale | Finale | Finale | Finale | Finale |
|               |                                   |               |               |               |               |               |  |  |            |                                   |            |            |            |            |            |     |                           |                                   |        |        |        |        |        |        |
| 1             | David Palmer Anthony Ricketts     | 9             | 9             | 9             |               |               |  |  |            |                                   |            |            |            |            |            |     |                           |                                   |        |        |        |        |        |        |
| 5/8           | Safeer Ullah Khan Farrukh Zaman   | 3             | 7             | 7             |               |               |  |  | 1          | David Palmer Anthony Ricketts     | 4          | 6          | 9          | 10         |            |     |                           |                                   |        |        |        |        |        |        |
|               | Wong Wai-Hang Roger Ngan          | 5             | 6             | 5             |               |               |  |  | 5/8        | Byron Davis Cameron White         | 9          | 9          | 4          | 11         |            |     |                           |                                   |        |        |        |        |        |        |
| 5/8           | Byron Davis Cameron White         | 9             | 9             | 9             |               |               |  |  |            |                                   |            |            |            |            |            | 5/8 | Byron Davis Cameron White | 9                                 | 9      | 8      | 9      |        |        |        |
| 3/4           | Dan Jenson Cameron Pilley         | 3             | 8             | 9             | 9             | 6             |  |  |            |                                   |            |            |            |            |            |     | 5/8                       | Ritwik Bhattacharya Saurav Ghosal | 4      | 3      | 9      | 7      |        |        |
| 5/8           | Ritwik Bhattacharya Saurav Ghosal | 9             | 11            | 4             | 8             | 9             |  |  | 5/8        | Ritwik Bhattacharya Saurav Ghosal | 9          | 10         | 11         | 9          |            |     |                           |                                   |        |        |        |        |        |        |
| 3/4           | Mansoor Zaman Shahid Zaman        | 9             | 10            | 7             | 6             |               |  |  | 5/8        | Jamie Crombie Preston Quick       | 5          | 11         | 9          | 4          |            |     |                           |                                   |        |        |        |        |        |        |
| 5/8           | Jamie Crombie Preston Quick       | 8             | 11            | 9             | 9             |               |  |  |            |                                   |            |            |            |            |            |     |                           |                                   |        |        |        |        |        |        |

|  | Spiel um Platz 3 |                               |    |   |   |   |  |
|  |                  |                               |    |   |   |   |  |
|  | 1                | David Palmer Anthony Ricketts | 11 | 7 | 9 | 9 |  |
|  | 5/8              | Jamie Crombie Preston Quick   | 9  | 9 | 4 | 5 |  |